# Nitrome
A Nitrome Games Limited egy londoni székhelyű független brit  videójáték-fejlesztő vállalkozás. A cég Unity alapú játékokat fejleszt (korábban Flash-alapú) az internetes böngészők számára, de kiad  mobiltelefonra készült játékokat is.
A játékokat pixel art design és a rajzfilmszerű megjelenés jellemzi, valamint egy szignál minden játék kezdetén. A Nitrome-t 2004. augusztus 10-én alapította két grafikus: Matthew Annal és Heather Stancliffe, azzal a szándékkal, hogy mobiltelefonos játékokat készítsenek. Ehelyett a cég internetes flash játékokat fejlesztett. A Nitrome játékai közül néhány olyan karaktereket tartalmaz, amelyeket más videójátékok, TV-műsorok és mások inspirálnak. A Nitrome játékokat weboldalán teszik közzé, és más weboldalakon is futtathatók, mint például a Miniclip, az MTV Arcade és a Friv. Néhány játék több részből származik: Twin Shot, Bad Ice Cream, IceBreaker stb. 2014 óta a Nitrome játékfejlesztése elsősorban mobil játékokat gyártott.